# William Hamilton, II duca di Hamilton
William Hamilton, II duca di Hamilton (Hamilton, 14 dicembre 1616 – Worcester, 12 settembre 1651), è stato un nobile, militare e politico scozzese.

## Biografia

### Infanzia e giovinezza
Nacque nel 1616 da James Hamilton, II marchese di Hamilton e da Lady Ann Cunningham nella residenza di Hamilton Palace, nella regione scozzese del Lanarkshire. Era appartenente ad una famiglia dell'antica nobiltà scozzese, la famiglia Hamilton; nel 1639 venne creato conte di Lanark. L'anno seguente divenne Segretario di Stato di Scozia. Nel 1643 re Carlo I Stuart lo fece arrestare assieme al fratello, duca di Hamilton, presso la città di Oxford. I due però riuscirono a fuggire e a tornare in Scozia.

### Matrimonio
Sposò, il 26 maggio 1638, Lady Elizabeth Maxwell, figlia di James Maxwell, I conte di Dirletoun.

### Carriera militare

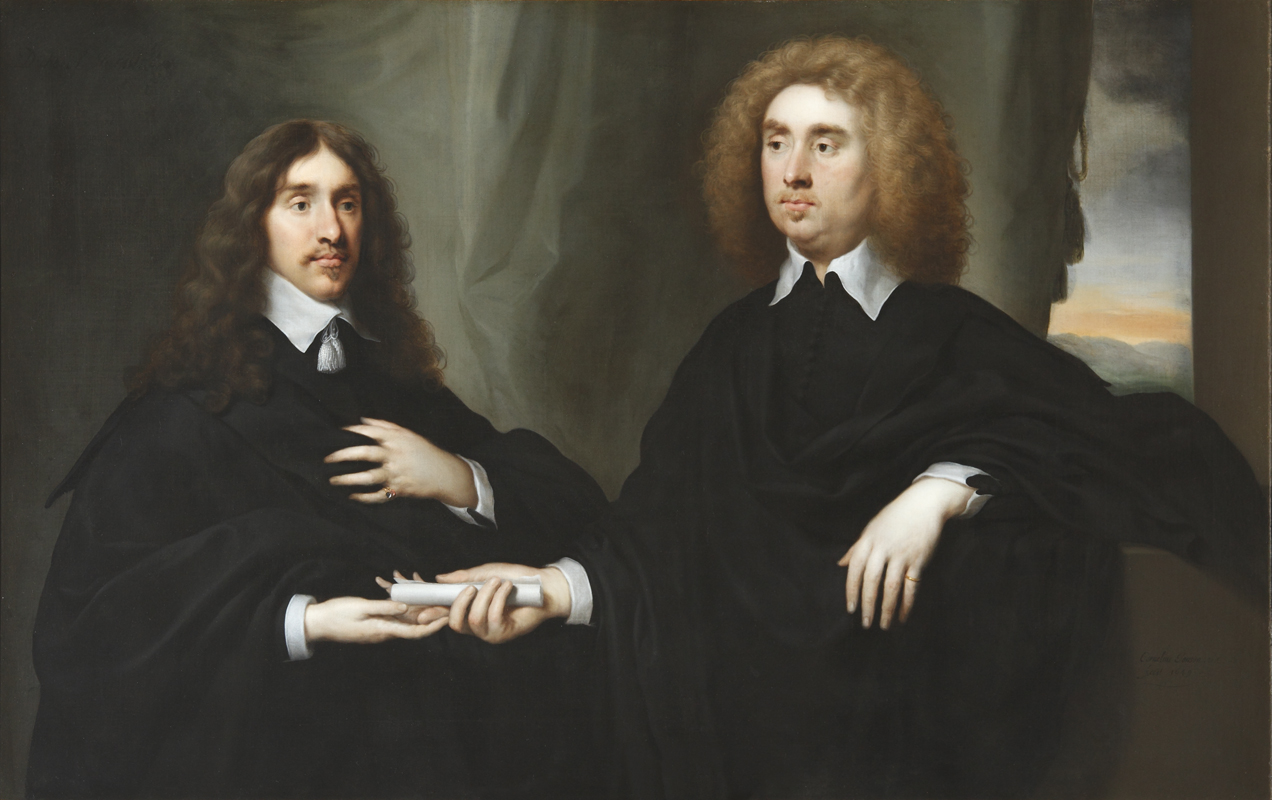
William Hamilton (a sinistra) con John Maitland, I duca di Lauderdale (a destra) nel 1649

Durante la guerra dei tre regni, partecipò alla battaglia di Kilsyth a fianco dei Covenanter e nel 1646 venne inviato presso Newcastle per trattare con re Carlo I. Cercò, invano, di convincere il re ad approvare il presbiterianesimo come religione ufficiale in Inghilterra. Nel 1647, presso il castello di Carisbrooke, dove si trovava Carlo I, aiutò il sovrano ad organizzare un piano di guerra contro il Parlamento. Nel 1648, ad un anno dall'esecuzione capitale di Carlo I, partì per i Paesi Bassi.

### Duca di Hamilton

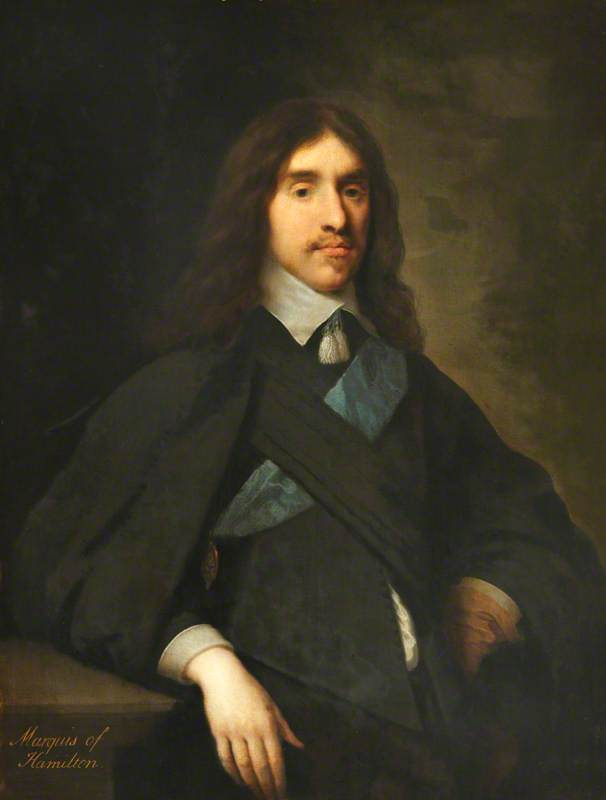
William Hamilton ritratto da Cornelis Janssens van Ceulen

L'anno successivo, alla morte del fratello James ereditò il titolo di duca di Hamilton e divenne un importante punto di riferimento per gli scozzesi in esilio con la corte Stuart. Seguì re Carlo II Stuart in Scozia, dove venne incoronato re nel 1650.

### Morte
Visse ritirato in Scozia sino a che le truppe scozzesi di Carlo II non si batterono con quelle inglesi di Oliver Cromwell: il duca partecipò alla battaglia di Worcester e morì in seguito a questa. Senza una discendenza diretta, il ducato passò alla figlia del primo duca, sua nipote Anne.

## Discendenza
James e Elizabeth Maxwell ebbero sei figli:
- Lady Anne Hamilton (1639-1695), sposò Robert Carnegie, III conte di Southesk, ebbero due figli;
- Lady Elizabeth Hamilton (1640-1679), sposò in prime nozze James Cuninghame, Lord di Kilmaur, sposò in seconde nozze Robert Cuningham di Robertland, IV Baronetto, ebbero due figli;
- Lady Mary Hamilton (1641-?), sposò in prime nozze Alexander Livingston, II conte di Callendar, sposò in seconde nozze James Livingstone di Westquarter, sposò in terze nozze James Ogilvy, III conte di Findlater;
- Lady Margaret Hamilton (1642-?), sposò William Blair, non ebbero figli;
- James Hamilton, Lord Polmont (1645-1648).

## Ascendenza
|                                          |                                           |                                            | Genitori                           |  |  | Nonni |  |  | Bisnonni                          |  |  | Trisnonni                        |  |
|                                          |                                           |                                            |                                    |  |  |       |  |  | James Hamilton, II conte di Arran |  |  | James Hamilton, I conte di Arran |  |
|                                          |                                           |                                            |                                    |  |  |       |  |  | James Hamilton, II conte di Arran |  |  | James Hamilton, I conte di Arran |  |
|                                          |                                           | Janet Bethune                              |                                    |  |  |       |  |  | James Hamilton, II conte di Arran |  |  |                                  |  |
| John Hamilton, I marchese di Hamilton    |                                           |                                            |                                    |  |  |       |  |  | James Hamilton, II conte di Arran |  |  |                                  |  |
|                                          |                                           | lady Margaret Douglas                      | James Douglas, III conte di Morton |  |  |       |  |  |                                   |  |  |                                  |  |
|                                          |                                           | lady Margaret Douglas                      | James Douglas, III conte di Morton |  |  |       |  |  |                                   |  |  |                                  |  |
|                                          |                                           | lady Margaret Douglas                      | Catherine Stuart                   |  |  |       |  |  |                                   |  |  |                                  |  |
| James Hamilton, II marchese di Hamilton  |                                           | lady Margaret Douglas                      |                                    |  |  |       |  |  |                                   |  |  |                                  |  |
|                                          |                                           | John Lyon, VII lord Glamis                 | John Lyon, VI lord Glamis          |  |  |       |  |  |                                   |  |  |                                  |  |
|                                          |                                           | John Lyon, VII lord Glamis                 | John Lyon, VI lord Glamis          |  |  |       |  |  |                                   |  |  |                                  |  |
|                                          |                                           | John Lyon, VII lord Glamis                 | Janet Douglas                      |  |  |       |  |  |                                   |  |  |                                  |  |
| Margaret Lyon                            |                                           | John Lyon, VII lord Glamis                 |                                    |  |  |       |  |  |                                   |  |  |                                  |  |
|                                          |                                           | Janet Keith                                | Robert Keith                       |  |  |       |  |  |                                   |  |  |                                  |  |
|                                          |                                           | Janet Keith                                | Robert Keith                       |  |  |       |  |  |                                   |  |  |                                  |  |
|                                          |                                           | Janet Keith                                | lady Elizabeth Douglas             |  |  |       |  |  |                                   |  |  |                                  |  |
| William Hamilton, II duca di Hamilton    |                                           | Janet Keith                                |                                    |  |  |       |  |  |                                   |  |  |                                  |  |
|                                          | William Cunningham, VI conte di Glencairn | Alexander Cunningham, V conte di Glencairn |                                    |  |  |       |  |  |                                   |  |  |                                  |  |
|                                          | William Cunningham, VI conte di Glencairn | Alexander Cunningham, V conte di Glencairn |                                    |  |  |       |  |  |                                   |  |  |                                  |  |
|                                          | William Cunningham, VI conte di Glencairn | lady Janet Hamilton                        |                                    |  |  |       |  |  |                                   |  |  |                                  |  |
| James Cunningham, VII conte di Glencairn | William Cunningham, VI conte di Glencairn |                                            |                                    |  |  |       |  |  |                                   |  |  |                                  |  |
|                                          |                                           | Janet Gordon                               | sir James Gordon                   |  |  |       |  |  |                                   |  |  |                                  |  |
|                                          |                                           | Janet Gordon                               | sir James Gordon                   |  |  |       |  |  |                                   |  |  |                                  |  |
|                                          |                                           | Janet Gordon                               | Margaret Crichton                  |  |  |       |  |  |                                   |  |  |                                  |  |
| lady Ann Cunningham                      |                                           | Janet Gordon                               |                                    |  |  |       |  |  |                                   |  |  |                                  |  |
|                                          |                                           | sir Colin Campbell                         | sir Colin Campbell                 |  |  |       |  |  |                                   |  |  |                                  |  |
|                                          |                                           | sir Colin Campbell                         | sir Colin Campbell                 |  |  |       |  |  |                                   |  |  |                                  |  |
|                                          |                                           | sir Colin Campbell                         | lady Marjory Stewart               |  |  |       |  |  |                                   |  |  |                                  |  |
| Margaret Campbell                        |                                           | sir Colin Campbell                         |                                    |  |  |       |  |  |                                   |  |  |                                  |  |
|                                          |                                           | Catherine Ruthven                          | William Ruthven                    |  |  |       |  |  |                                   |  |  |                                  |  |
|                                          |                                           | Catherine Ruthven                          | William Ruthven                    |  |  |       |  |  |                                   |  |  |                                  |  |
|                                          |                                           | Catherine Ruthven                          | Janet Halyburton                   |  |  |       |  |  |                                   |  |  |                                  |  |
|                                          |                                           | Catherine Ruthven                          |                                    |  |  |       |  |  |                                   |  |  |                                  |  |